# Zebra Lounge
Zebra Lounge (Brasil: Encontro Secreto ) é um suspense erótico de 2001, dirigido por Kari Skogland e estrelado por Kristy Swanson, Stephen Baldwin, Brandy Ledford e Cameron Daddo. Foi escrito por Claire Montgomery e Monte Montgomery.

## Sinopse
Alan e Wendy Barnet estão presos em uma rotina conjugal e decidem responder a um anúncio que encontram em uma revista de troca de casais. O casal se encontra com Jack e Louise Bauer no Zebra Lounge. Os Bauers são um casal de experientes praticantes de swing que ajudam os Barnets a realizar suas fantasias sexuais. No entanto, Alan e Wendy logo percebem que os Bauers não são quem parecem ser.

## Elenco
- Kristy Swanson - Louise Bauer
- Stephen Baldwin - Jack Bauer
- Brandy Ledford - Wendy Barnet
- Cameron Daddo - Alan Barnet
- Dara Perlmutter - Brooke Barnet
- Daniel Magder - Daniel Barnet
- Vincent Corazza - Neil Bradley
- Brian Paul - Adam Frazier
- Howard Hoover - Bill Wallace
- J.D. Nicholsen - Detetive
- Brandan Turcic - Evan
- Chris Gillett - Hank
- Judy White - Janet
- Stephen Fretwell - Paul McGrew
- Joan Gregson - avó Margaret
- Stephanie Moore - Marissa Wallace
- Larissa Gomes - Marnie
- Shani Scherenzel - Tina

## Mídia doméstica
O filme foi lançado em DVD e VHS em janeiro de 2002.